# Love Me Do/P.S. I Love You
Love Me Do/P.S. I Love You è il primo singolo del gruppo musicale inglese The Beatles, pubblicato il 5 ottobre 1962, loro esordio discografico. Raggiunse la posizione nº17 in classifica grazie anche al manager Brian Epstein che ne acquistò 10 000 copie. Venne pubblicato negli Stati Uniti nel 1964.

## Tracce
1. Love Me Do – 2:23 (John Lennon e Paul McCartney)
2. P.S. I Love You – 2:00 (John Lennon e Paul McCartney)

## Storia
I brani Love Me Do, P.S. I Love You, Ask Me Why e Bésame mucho erano stati suonati nel corso del provino per la EMI del 6 giugno 1962. I primi due vennero scelti per il singolo anche se il produttore del gruppo, George Martin, avrebbe preferito registrare e pubblicare la canzone How Do You Do It?. Entrambe sono composti dalla coppia Lennon/McCartney.
Quando il 4 settembre 1962 i Beatles si ripresentarono nella sala d'incisione di Abbey Road, Ringo Starr aveva già sostituito Pete Best alla batteria in quanto, subito dopo l'audizione di giugno, il produttore George Martin, insoddisfatto delle caratteristiche strumentali di Best, aveva detto al manager Brian Epstein che avrebbe preferito un turnista per le registrazioni in studio.
Sotto la pressione di Martin quindi, Ringo Starr sostituì Best dal 16 agosto 1962. Per la sessione di registrazione del 4 settembre, Martin aveva trovato loro una canzone con cui pensava potessero scalare la classifica delle vendite, How Do You Do It?, di Mitch Murray, mail gruppo preferì registrare materiale di loro composizione e così, dopo l'esecuzione di How Do You Do It?, venne registrata Love Me Do; La registrazione di quel giorno con Starr alla batteria fu però ritenuta da Martin poco soddisfacente e perciò venne registrata nuovamente la settimana successiva sostituendo Ringo Starr con il turnista Andy White, che suonò la batteria oltre che in Love Me Do anche in P.S. I Love You; Ringo si adattò a suonare il tamburello come rinforzo al rullante in Love Me Do, mentre in P.S. I Love You era alle maracas. Alla fine la versione con Starr alla batteria di Love Me Do venne pubblicata come singolo mentre la versione pubblicata nell'album è quella con White alla batteria. Il singolo, a cui la EMI riservò scarse attenzioni promozionali, raggiunse il 17º posto nelle classifiche di vendita del Regno Unito anche grazie all'acquisto da parte del manager del gruppo, Brian Epstein, di migliaia di copie del disco, fatto confermato da Alistair Taylor, a quel tempo assistente di Epstein.
Il singolo venne pubblicato due anni dopo, il 27 aprile 1964, anche negli Stati Uniti dalla Tollie Records. La versione di "Love Me Do" è quella registrata l'11 settembre 1962 con il batterista Andy White.
Durante le prove dell'album Get Back, in seguito trasformato in Let It Be, i Beatles, con l'organista Billy Preston, eseguirono anche Love Me Do. Questa versione, senza l'armonica, è comparsa su vari bootleg.
La versione di Love Me Do dell'audizione del 6 giugno, con Pete Best alle percussioni, è stata pubblicata nel CD Anthology 1.

## Pubblicazione

### Inghilterra
Inizialmente pubblicato come singolo, pochi mesi dopo Love Me Do apparve nell'album Please Please Me. Apparve anche nel Lato B dell'EP The Beatles' Hits, nella raccolta The Beatles 1962-1966, il Lato B nella raccolta Love Songs, The Beatles' 20 Greatest Hits, Past Masters.

### Nord America
In Nord America è apparso nell'album Introducing... The Beatles e il singolo è stato pubblicato quasi due anni dopo rispetto all'Inghilterra. Apparve in seguito nell'album The Beatles' Rarities.

## Formazione
- John Lennon: voce, cori, armonica a bocca, chitarra ritmica
- Paul McCartney: voce, basso elettrico
- George Harrison: cori, chitarra ritmica, chitarra solista
- Ringo Starr: batteria nella prima edizione del singolo, tamburello, maracas nelle successive edizioni e nell'album Please Please Me
- Andy White: batteria nell'album Please Please Me e nel singolo, tranne che nella prima edizione
- Pete Best: batteria nella registrazione del provino alla EMI[16][17]